# Ehrhard Voigt
Ehrhard Voigt (* 28. Juli 1905 in Schönebeck an der Elbe; † 22. November 2004 in Hamburg) war ein deutscher Geologe und Paläontologe. Er war Experte für Bryozoen und Lehrstuhlinhaber in Hamburg.

## Leben und Werk
Ehrhard Voigt, Sohn von Mira Voigt, geborene Stadelmann, und des Chemikers Adolf Voigt, besuchte das Gymnasium in Dessau und studierte ab 1924 Geologie, Paläontologie, Mineralogie, Chemie sowie Zoologie in Halle (bei Johannes Walther, Johannes Weigelt), München (bei Erich Kaiser, Karl Boden, Ferdinand Broili, Ernst Stromer von Reichenbach, Edgar Dacqué) und Greifswald. 1929 wurde er bei Weigelt in Halle zum Dr. sc. nat. promoviert mit der Dissertation Die Lithogenese der Flach- und Tiefwassersedimente des jüngeren Oberkreidemeeres und wurde außerplanmäßiger Assistent am Geologisch-paläontologischen Institut der Universität Halle. Von 1930 bis 1934 leitete er Grabungen im Geiseltal. Er trat im Mai 1933 der NSDAP bei und war auch seit November 1933 Mitglied in der SA. 1936 wurde er in Halle Privatdozent. Im Jahr 1939 wurde er zunächst vertretungsweise mit der Wahrnehmung des Lehrstuhles für Geologie und Paläontologie an der Universität Hamburg betraut. Wenig später zum planmäßigen außerordentlichen Professor ernannt und 1939 in Nachfolge von Roland Brinkmann Direktor des Geologischen Staatsinstitutes. In Hamburg wurde er 1942 ordentlicher Professor für Geologie und Paläontologie. 1939 eingezogen, war er während seine Wehrdienstes als Wehrmachtsgeologe tätig gewesen, zuletzt in Kurland. Aus der sowjetischen Kriegsgefangenschaft kehrte er 1946 zurück und widmete sich dem Wiederaufbau des 1943 vollständig zerstörten Geologischen Institutes in Hamburg.  Im Jahr 1970 wurde er emeritiert.
Voigt sammelte schon als Jugendlicher Fossilien und veröffentlichte bereits 1923 als Achtzehnjähriger seine erste wissenschaftliche Arbeit über Bryozoen der Kreide, und Bryzoen waren auch später sein Hauptarbeitsgebiet. Schon in jungen Jahren hatte er sich auf diesem Gebiet internationale Kontakte in Europa (F. Canu in Frankreich) und den USA (R. S. Bassler) aufgebaut, und der Verkauf von Spezialsammlungen verschaffte ihm in der Inflationszeit Anfang der 1920er-Jahre Devisen und eine gewisse finanzielle Unabhängigkeit. Er verfasste 1934 seine Habilitationsschrift über eozäne Fische des Geiseltales bei Halle (Saale). Um die damals fast unpräparierbaren, kleinen Wirbeltierfunde als paläologische Objekte des Geiseltales bergen zu können, erfand er um 1930 die sogenannte Lackfilmmethode und entwickelte eine Konservierungsmethode geologischer und bodenkundlicher Profile, mit deren Hilfe heute in der ganzen Welt geologische Schichtfolgen (Boden- und Sedimentprofile), zum Beispiel aus Sand- und Kiesgruben, sowie Fingerabdrücke dokumentiert werden.
Voigt war einer der führenden Vertreter der Geschiebekunde, befasste sich auf diesem Gebiet insbesondere mit dem Pleistozän, begründete 1924 die Gesellschaft für Geschiebeforschung mit und war das erste Ehrenmitglied der Gesellschaft für Geschiebekunde. Er befasste sich zwar insbesondere mit Bryozoen, aber auch mit fossilen Oktokorallen, Phoronidae, Fischen und anderen fossilen Lebensspuren. Mehr als 50 neue Bryozoenarten hat er aus Geschieben beschrieben, darunter vier Typusarten neuer Gattungen.
Die Sammlung von Ehrhard Voigt, welche die weltweit reichste oberkretazisch-alttertiärer Bryozoen darstellt, ist seit seinem Tod im Forschungsinstitut Senckenberg deponiert. Sie umfasst des Weiteren Bryozoen der Unterkreide, des Jura, des Jungtertiärs, des Paläozoikums und rezentes Vergleichsmaterial unterschiedlichster Regionen. An Weichteilen fossiler Tiere aus Braunkohle führte er paläohistologische Untersuchungen durch. Zudem befasste er sich mit frühdiagenetischen Gesteinsformationen, Randtrögen vor Schollenrändern und Temperaturkurven der Oberkreide.
Er veröffentlichte auch über Geologie, zum Beispiel von Schonen und zu Trümmer-Eisenerzlagerstätten im Nordwestharz.
Voigt war 1965 in Stockholm einer der Gründer der International Bryzoology Association (IBA). Er war Mitglied der Göttinger Akademie der Wissenschaften, ab 1984 der Königlichen Geographischen Gesellschaft (Kungl. Fysiografisk Sällskapet) in Lund, ab 1982 der Accademia mediterranea delle science in Catania und ab 1972 auswärtiges Mitglied der Königlich-Dänischen Akademie der Wissenschaften. 1969 wurde er Associé der Soc. Gèol. de France. 1984 wurde er in Hamburg auch Mitglied der Joachim-Jungius-Gesellschaft der Wissenschaften.

## Ehrungen
- 1939: Mitglied der Deutschen Akademie der Naturforscher (Leopoldina).[3]
- 1960: Hans-Stille-Medaille
- 1961: Ehrendoktor der Universität Bordeaux
- 1969: Ehrenmitglied der Soc. Geogr. de Lima
- 1973: Ehrenmitglied der Paläontologischen Gesellschaft.
- 1975: Ehrenmitglied des Naturwissenschaftlichen Vereins in Hamburg
- 1988: Jungius-Medaille

## Privates
Voigt heiratete im Mai 1947 Ellinor Bucerius (1911–2005), deren erster Ehemann Curt Arpe 1942 gefallen war. Das Paar hatte drei Kinder (Werner, Wolfgang und Irmgard).

## Schriften
- Beiträge zur Kenntnis der Bryozoenfauna der subhercynen Kreidemulde. In: Paläontologische Zeitschrift. Band 6, 1924, S. 93–173.
- mit Kurt Hucke: Einführung in die Geschiebeforschung. Nederlandse Geologische Vereniging, Oldenzaal 1967.

## Belege
1. ↑  Die Übertragung fossiler Wirbeltierleichen auf Zellulose-Film, eine neue Bergungsmethode für Wirbeltiere aus der Braunkohle. In: Paläontologische Zeitschrift. Band 15, 1933, S. 72–78.
 Die Lackfilmmethode, ihre Bedeutung und Anwendung in der Paläontologie, Sedimentpetrographie und Bodenkunde. In: Zeitschrift der Deutschen Geologischen Gesellschaft. Band 88, 1936, S. 272–292.
 Die Anwendung der Lackfilmmethode bei der Bergung geologischer und bodenkundlicher Profile. In: Mitt. Geolog. Staatsinstitut Hamburg. Band 19, 1949, S. 111–149.
2. ↑  Joachim Jungius-Gesellschaft der Wissenschaften: Mitglieder. Abgerufen am 20. Februar 2022.
3. ↑  Mitgliederverzeichnis der Leopoldina: Ehrhard Voigt. Zuletzt abgerufen am 20. Februar 2022.
4. ↑  Gero Hillmer: Ehrhard Voigt (Nachruf). (PDF; 670 KB) In: sks.kreidefossilien.de. Subkommission für Kreide-Stratigraphie, 2006, S. 4, abgerufen am 20. Oktober 2022 (englisch).

| Personendaten    | Personendaten                      |
| ---------------- | ---------------------------------- |
| NAME             | Voigt, Ehrhard                     |
| KURZBESCHREIBUNG | deutscher Geologe und Paläontologe |
| GEBURTSDATUM     | 28. Juli 1905                      |
| GEBURTSORT       | Schönebeck (Elbe)                  |
| STERBEDATUM      | 22. November 2004                  |
| STERBEORT        | Hamburg                            |